# Otavipithecus namibiensis
Otavipithecus namibiensis je druh vyhynulých úzkonosých primátů, žijících ve středním miocénu (před 13 miliony let) na území dnešní Namibie. Jediný známý druh Otavipithecus namibiensis byl v roce 1991 zachycen na výsypce dolu Berg Aukas v pohoří Otavi Mountains. V roce 1992 byly na téže lokalitě nalezeny další části kostry a ve stejné době byl nový druh i popsán. Ostatky rodu Otavipithecus jsou dosud velmi vzácné a zahrnují jen zlomek dolní čelisti se zadními zuby, část čelní kosti, silně narušenou loketní kost, první krční obratel a článek prstu přední končetiny.
Otavipithecus byl spíše menším primátem, neboť jeho váha je podle velikosti stoliček odhadována na 14 – 20 kg.
Měl nespecializovaný chrup býložravých primátů. Jeho stoličky jsou opatřeny jen slabou vrstvu zubní skloviny, což odpovídá pojídání měkké stravy - ovoce, mladých listů, bobulí, pupenů a podobně. Tím se Otavipithecus blížil spíše proconsulidům časného miocénu než pokročilejším středně miocenním hominoidům. Ti již byli vybaveni silnější sklovinou a robustnějšími čelistmi, patrně v reakci na vysušování klimatu a větší rozšíření tužších plodů na úkor měkkého tropického ovoce.
Nepatrné části postkraniální kostry rovněž nesou četné archaické znaky. Lze z nich usuzovat, že Otavipithecus se pohyboval podobně jako Proconsul po všech čtyřech končetinách ve větvích stromů.
Unikátní je tento rod především tím, že se jedná o dosud nejjižněji žijícího hominioida a zároveň o jediného hominoida, vyskytujícího se jižně od rovníku. Severní Namibie, kde byl nalezen, je od tradičního areálu výskytu fosilních miocenních hominoidů (Keňa, Uganda) značně vzdálená. Významně se tím rozšiřuje oblast, která byla zástupci této nadčeledi v minulosti osídlená. Navíc pochází ostatky rodu Otavipithecus z období, kdy jsou doklady hominoidů v Africe velmi vzácné, zatímco v Evropě a Asii probíhá bouřlivý rozvoj.
Taxonomickou a fylogenetickou pozici rodu Otavipithecus dosud nelze přesně určit kvůli nedostatku kosterních ostatků i geografické a časové izolaci. Veškeré dosavadní pokusy o přiřazení k některé z vývojových linií zatím nebyly dostatečně prokázány. Podle velké části odborníků má Otavipithecus nejblíže k rodu Afropithecus. Mnozí badatelé jej považují za jednoho z posledních zástupců čeledi Proconsulidae, který žil jako reliktní druh již vedle pokročilejších hominoidů.
Jiní autoři ovšem naznačují, že Otavipithecus může mít k moderním africkým hominidům blíže než eurasijské fosilní druhy (Dryopithecus, Sivapithecus). Dokonce by se mohlo jednat i o přímého předka goril, šimpanzů a lidí. K zodpovězení těchto otázek však bude potřeba získat větší množství nálezů.